# ЕПА (Ларнака)
ЕПА «Ларнака» (грец. Ένωσις Πεζοπορικού ΑΜΟΛ Λάρνακας) — колишній кіпрський футбольний клуб з Ларнаки, що існував у 1930—1994 роках.

## Досягнення
- Чемпіонат Кіпру
  - Чемпіон (3):  1944–45, 1945–46, 1969–70
  - Фіналіст (5): 1938–39, 1946–47, 1949–50, 1951–52, 1971–72
- Кубок Кіпру
  - Володар (5): 1944–45, 1945–46, 1949–50, 1952–53, 1954–55
  - Фіналіст (3): 1950–51, 1967–68, 1984–85.